# フール人
フール人（―じん、フル語 : fòòrà, フール族、フル）は、スーダン西部ダルフールに住む主要民族。ダルフール自体、アラビア語でフール人の故郷/国という意味である。1983年時点の人口は約50万人である。
黒人系であり、ナイル・サハラ語族に属するフル語 (Fur) を話す。粟の栽培を中心とした農耕民で多くはムスリムである。近年ではアラビア語を話す者もいる。中世はカネム・ボルヌ帝国の影響下にあったが16世紀には強大なダルフール王国を築いた。現在でも地域では最大の民族である。元々の居住地はマーラ山とシー山、ワジ・サリー、ザリギ周辺であったが、近年は南西部の低地へずれており、一部はチャドにも住む。13世紀以降にダルフールに入ってきた「アラブ系」の牛飼いを生業とするバッガーラとは、マーラ山地の水や牧草地をめぐって争うなど常に緊張状態にあり、2003年にはダルフール紛争に発展した。スーダン解放運動/軍の創設者アブデルワヒド・モハマド・ヌールもフール人である。

フール民族運動の旗

フール人はイスラーム的敬虔さで知られており、アフリカ系としての自覚に誇りを持つことでも知られ、1956年以来の「アラブ系」エリートによる支配的が続くスーダンにおいて政府に反発し続ける背景となっている。

## 脚註
1. ↑  エスノローグ Ethnologue report for language code:fvr
2. ↑  Alex de Waal, "Darfur's deep grievances defy all hopes for an easy solution", opinion article, The Observer of London, July 25, 2004, accessed September 4, 2007